# St. Georg (Großneuhausen)

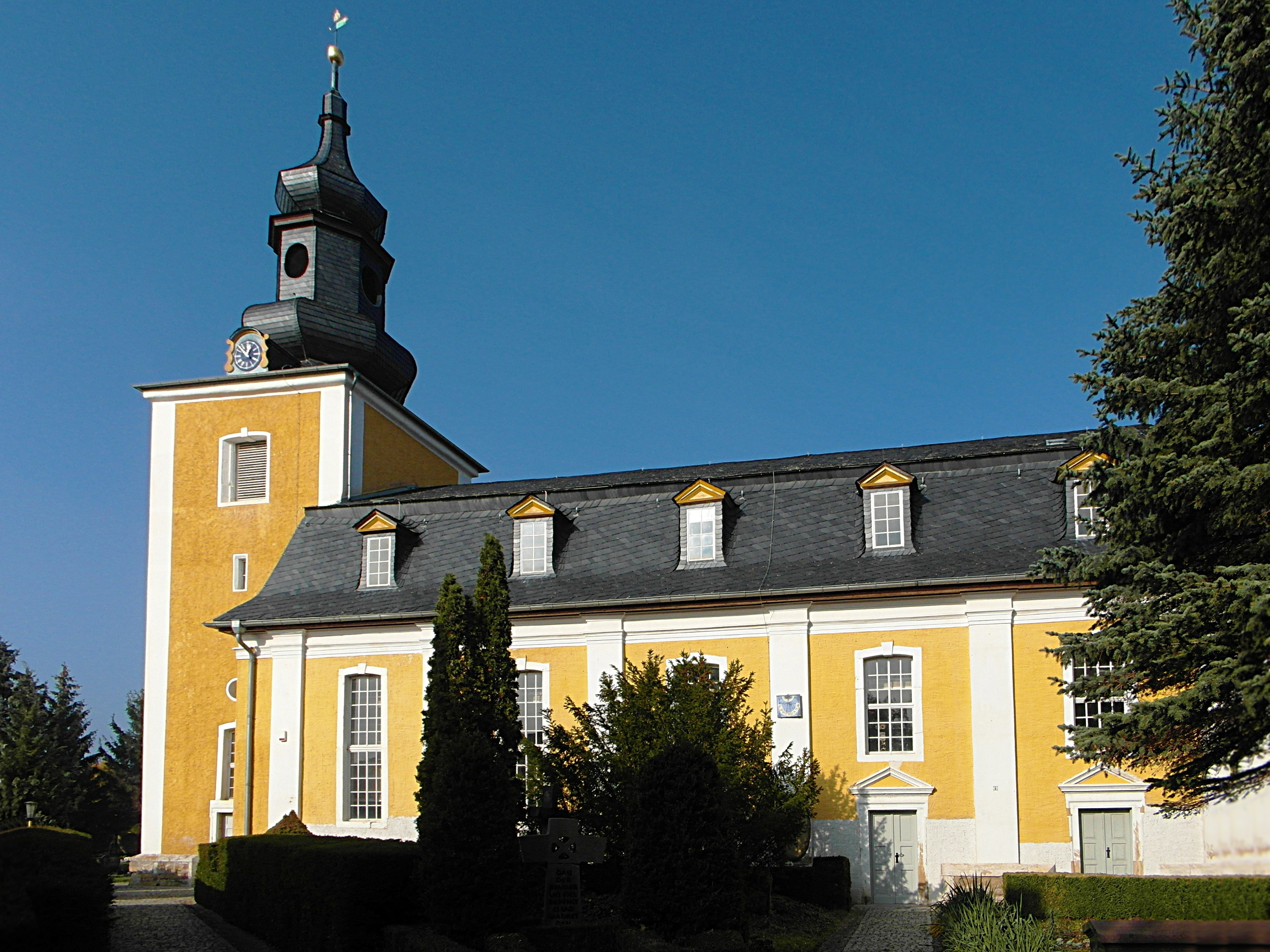
Schlosskirche St. Georg

Die evangelische Dorfkirche St. Georg steht in der Gemeinde Großneuhausen im Landkreis Sömmerda in Thüringen.

## Geschichte
Das Gotteshaus wurde von 1728 bis 1729 unter dem Patronat der Familie von Werthern erbaut und am 21. November 1729 eingeweiht. Der Familie von Werthern diente sie als Schlosskirche. Für Feiern, Taufen, Hochzeiten und Begräbnisse stand sie auch der Kirchgemeinde zur Verfügung. Das Gebäude ist nahezu im Originalzustand erhalten und zählt zu den künstlerisch wertvollen Kirchen Thüringens. Den Entwurf lieferte Johann Adolph Richter.

## Kirche

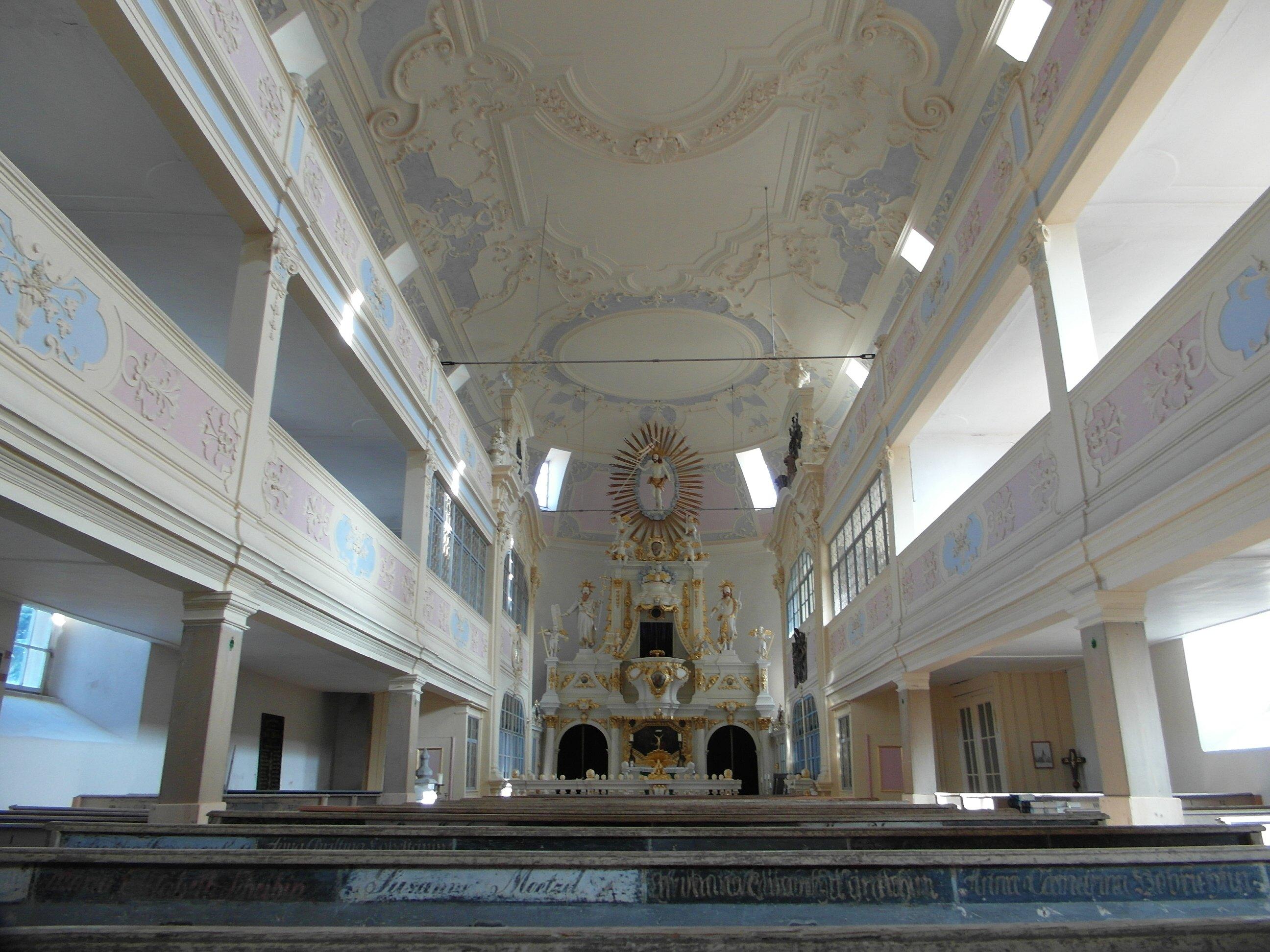
Innenraum mit historischen Bänken

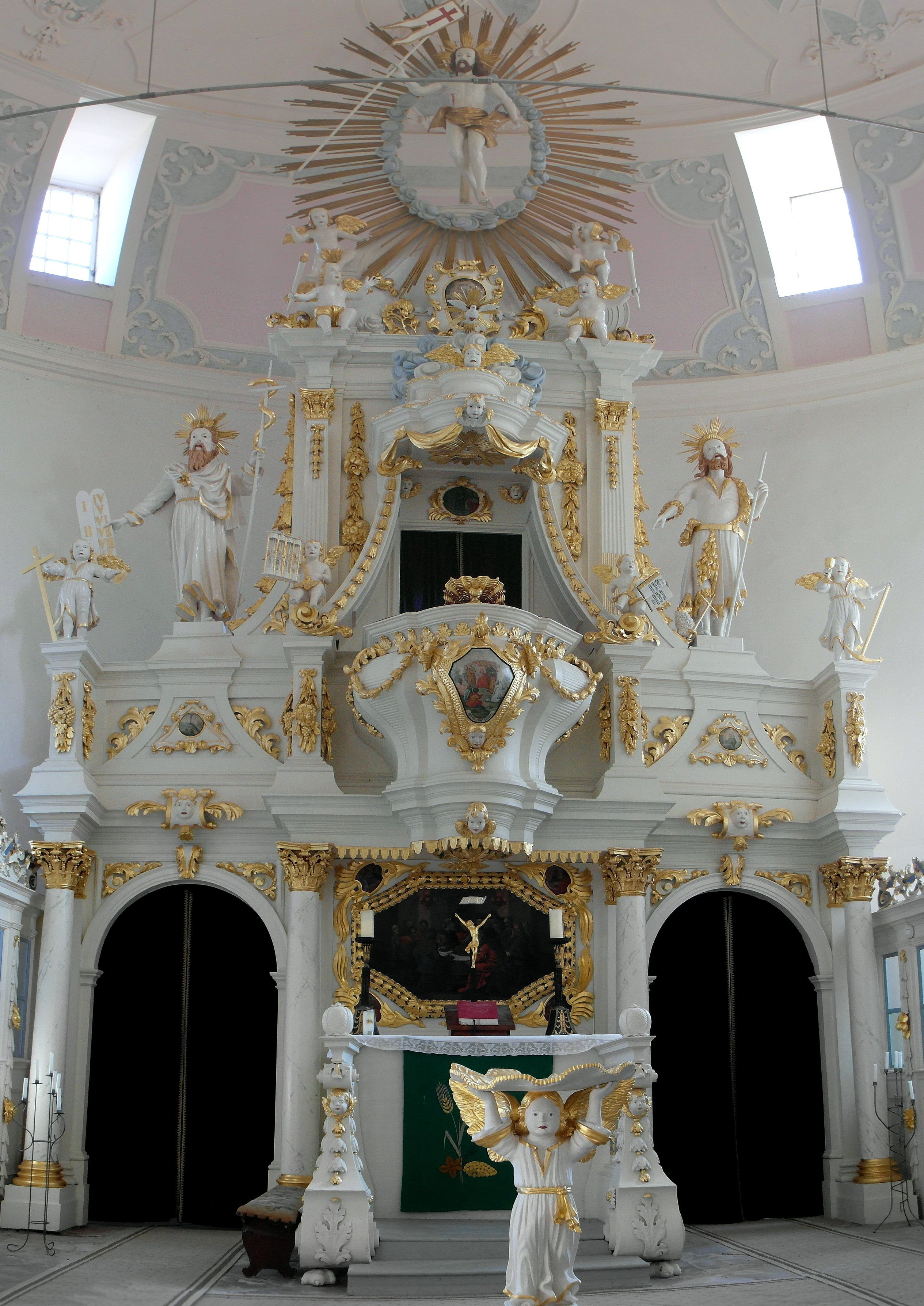
Kanzelaltar und Taufschale

Das Kirchenschiff mit Holztonnenschalung ist mit Stuck und Ornamenten verziert. Der Prospekt der Orgel auf der zweiten Empore ist in Weiß und Gold gehalten und mit Engelsfiguren und Bildern geschmückt. Der Kanzelaltar mit lebensgroßen Figuren nimmt die Höhe der Kirche ein und ist von den Logen mit den Wappen der Adelsfamilien eingerahmt. Eine Brüstung grenzt den Altarraum vom Kirchenschiff ab. In der Mitte steht das Lesepult.
Das Innere der Kirche ist in den Farben des Rokoko – weiß, rosa und hellgrau – bemalt. Die Kirchenbänke wurden aus dem Vorgängergebäude übernommen, sie  sind bemalt und mit den Namen der Familien des Ortes beschriftet. Traditionell saßen die Frauen im Kirchenschiff und die Männer auf der ersten Empore.
Der 30 Meter hohe Kirchturm westlich vom Kirchenschiff trägt eine 1383 gegossene Glocke.

## Orgel

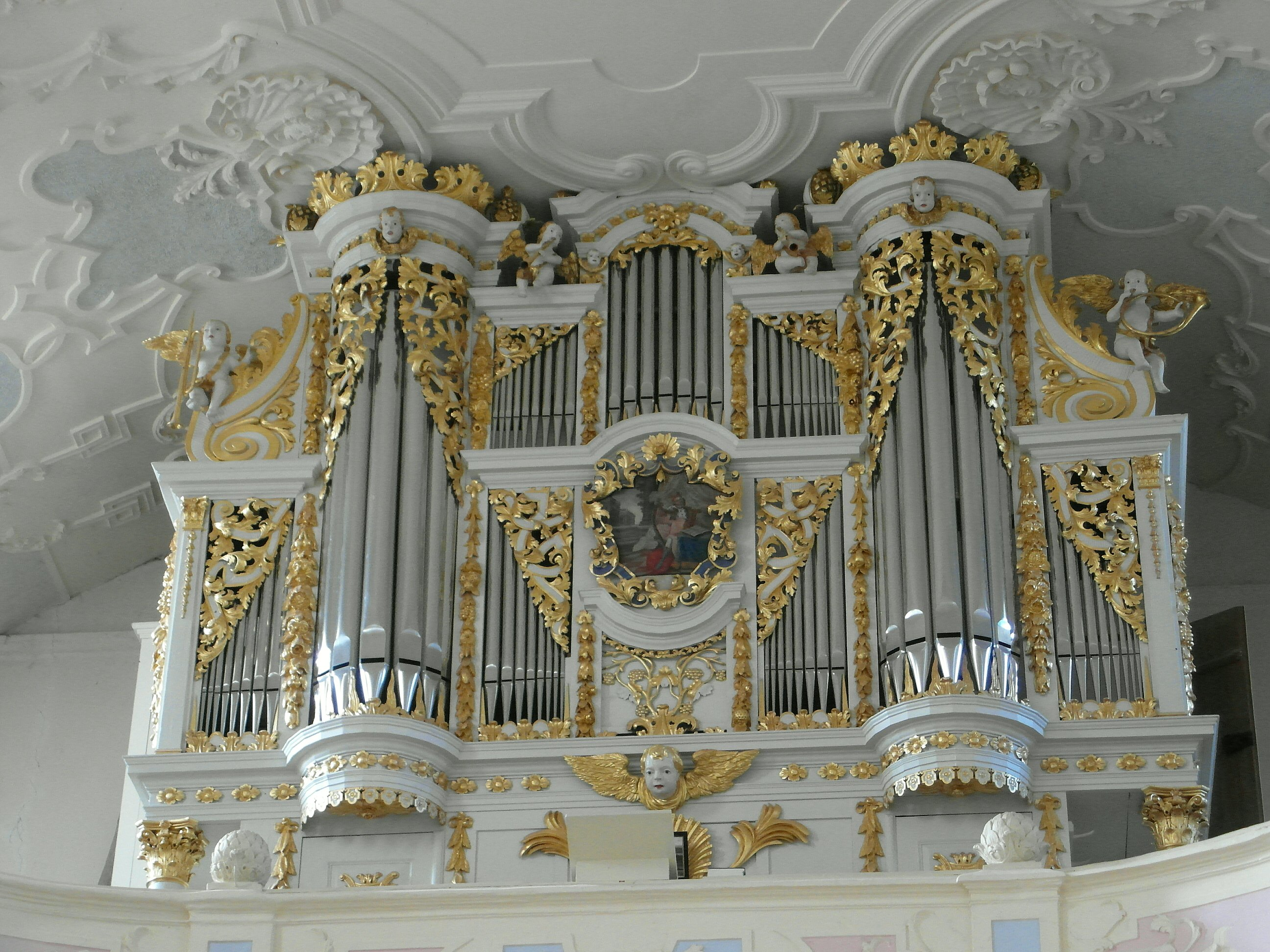
Prospekt der Thielemann-Orgel mit Schleierwerk

Die Orgel wurde von dem damaligen bekannten Gothaer Hoforgelbauer Christoph Thielemann erbaut und 1730 vollendet. Johann Nicolaus Bach, ein Großcousin des berühmten Johann Sebastian Bach, begutachtete sie und attestierte einen gelungenen Aufbau und einen guten Klang. Sie hat 22 Register auf zwei Manualen und Pedal. Im Jahr 1865 wurde die Orgel durch Friedrich Gerhardt im vorhandenen Gehäuse neu erbaut und im Jahr 2001 durch Rösel & Hercher Orgelbau restauriert. Die Gesamtzahl der Pfeifen beträgt 1214, davon sind 537 aus Holz und 677 aus Metall. Die Disposition der Orgel lautet:
| I. Hauptwerk CD–c3 |     |
| Bordun             | 16′ |
| Principal          | 8′  |
| Gedackt            | 8′  |
| Viola de Gamba     | 8′  |
| Hohlflöte          | 8′  |
| Octave             | 4′  |
| Hohlflöte          | 4′  |
| Quinte             | 2′  |
| Octave             | 2′  |
| Cornett III        |     |
| Mixtur IV          |     |

| II. Oberwerk CD–c3 |    |
| Geigenprincipal    | 8′ |
| Gedackt            | 8′ |
| Salicional         | 8′ |
| Flöte              | 8′ |
| Principal          | 4′ |
| Flauto             | 4′ |

| Pedal C–d1    |     |
| Subbass       | 16′ |
| Violon        | 16′ |
| Principalbass | 8′  |
| Gedacktbass   | 8′  |
| Posaune       | 16′ |

Koppeln: Manualkoppel, Pedal - Hauptwerk.

## Historische Besonderheiten
1841 heiratete der Dichter Ferdinand Freiligrath dort Ida Melos. Sylvie von Ziegesar, eine Freundin von Johann Wolfgang Goethe liegt auf dem historischen Teil des Friedhofs begraben.
Die Gruft unter dem Altarraum diente bis etwa 1800 den Bestattungen der Adelsfamilie.